# Parachernes melanopygus
Parachernes melanopygus är en spindeldjursart som beskrevs av Beier 1959. Parachernes melanopygus ingår i släktet Parachernes och familjen blindklokrypare. Inga underarter finns listade i Catalogue of Life.